# Silvana Čauševa
Silvana Velkova Čauševa (in bulgaro Силвана Велкова Чаушева?; Smoljan, 19 maggio 1995) è una pallavolista bulgara, schiacciatrice del Marica.

## Carriera

### Club
Dopo gli inizi in una formazione della propria città natale, Silvana Čauševa fa il proprio esordio nella pallavolo agonistica nel 2011, quando viene ingaggiata dal Marica di Plovdiv, inizialmente impegnata nei campionati giovanili e a partire dall'annata successiva già in prima squadra: con la formazione bulgara si aggiudica il campionato 2014-15 e la coppa nazionale della stessa annata.
Per la stagione 2015-16 si accorda con il club rumeno dell'Alba-Blaj, ma la sua esperienza in Divizia A1 termina dopo pochi mesi: nel gennaio 2016 torna al Marica dove nel successivo anno e mezzo si aggiudica altri due campionati ed una Coppa di Bulgaria, completando inoltre la transizione da opposto a schiacciatrice; nella stagione 2017-18 approda quindi nella massima serie nazionale Italiana con la maglia della UYBA.
Dopo un'annata in Germania dove disputa la 1. Bundesliga vestendo i colori del Potsdam, per la stagione 2019-20 torna in Italia venendo ingaggiata dal Soverato, in Serie A2.
Nel gennaio 2021, al termine di un periodo di inattività, torna a disputare il massimo campionato bulgaro, completando la stagione 2020-21 ancora una volta nella società di Plovdiv.

### Nazionale
Nel 2017 con la nazionale bulgara under 23 si aggiudica la medaglia di bronzo ai mondiali di categoria; già nel 2015 aveva però ottenuto le prime convocazioni in nazionale maggiore, quando aveva partecipato al World Grand Prix e al campionato europeo.
Con la selezione bulgara conquista nel 2018 la European Golden League, dove viene premiata come miglior opposto, e la Volleyball Challenger Cup.

## Palmarès

### Club
- Campionato bulgaro: 3

2014-15, 2015-16, 2016-17
- Coppa di Bulgaria: 2

2014-15, 2016-17

### Nazionale (competizioni minori)
- Campionato mondiale under 23 2017
- European Golden League 2018
- Volleyball Challenger Cup 2018

### Premi individuali
- 2018 - European Golden League: Miglior opposto